# Ев ле Мутје
Ев ле Мутје (фр. Esves-le-Moutier) је насељено место у Француској у региону Центар, у департману Ендр и Лоара.
По подацима из 2011. године у општини је живело 150 становника, а густина насељености је износила 14,25 становника/km².

## Демографија
| 1962. | 1968. | 1975. | 1982. | 1990. | 2011. |
| ----- | ----- | ----- | ----- | ----- | ----- |
| 254   | 214   | 176   | 161   | 156   | 150   |